# Captain Jenks' Diplomacy
Captain Jenks' Diplomacy è un cortometraggio muto del 1912 diretto da Van Dyke Brooke.

## Trama
Quando sir Brian invia a Dublino il capitano Jenks al posto suo per andare a trovare il figlio Gerald che studia all'università, Jenks scopre che il giovanotto è innamorato di Mona, un'infermiera, e che la vorrebbe sposare. Gerald, però, conoscendo il carattere irascibile del padre, teme la sua collera e chiede al capitano di intercedere per lui. Inutilmente. Sir Brian, alla notizia, viene preso da furore e butta fuori di casa il figlio.
Gerald e Mona si sposano e la loro unione, ben presto, viene allietata dalla nascita di un bambino. Intanto, sir Brian, sempre più vecchio e malato, ha bisogno di cure e il capitano Jenks gli trova l'infermiera perfetta per lui che, ovviamente, sarà Mona. La giovane infermiera, attenta, capace e piena di attenzioni, conquista completamente sir Brian. Quando se ne va, l'uomo sente la sua mancanza e la manda a chiamare. Lei, allora, torna accompagnata da un bambino che gli presenta come suo figlio e, finalmente, gli rivela di essere sua nuora. Sir Brian, che ha imparato ad amarla, abbraccia lei e il nipotino, perdonando Gerald. Le manovre del capitano Jenks per arrivare a quella pace in famiglia hanno raggiunto il loro scopo.

Da Moving Picture World synopsis.

## Produzione
Il film fu prodotto dalla Vitagraph Company of America.

## Distribuzione
Distribuito dalla General Film Company, il film - un cortometraggio in una bobina - uscì nelle sale cinematografiche statunitensi il 13 aprile 1912.